# Julien Paluku Kahongya

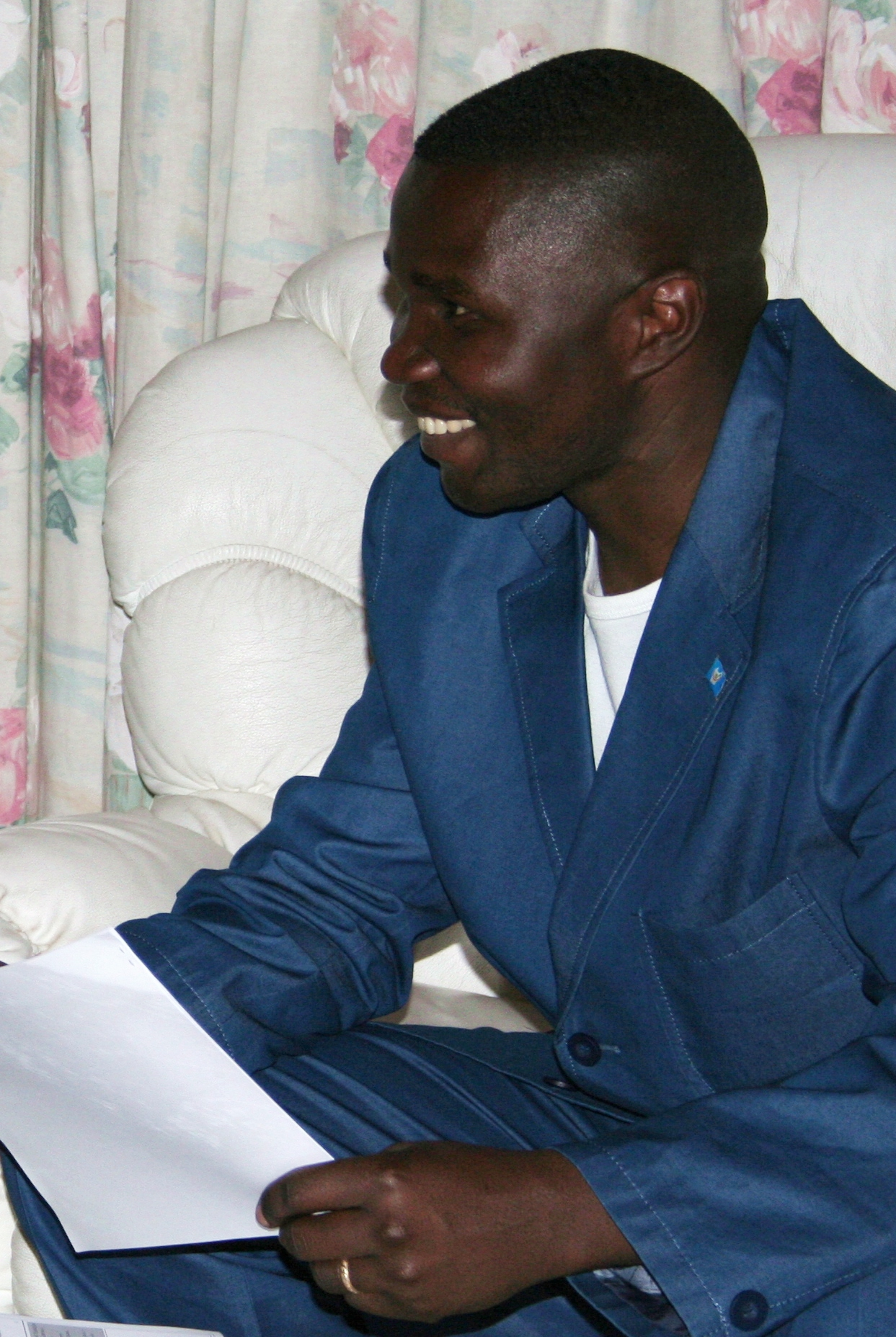
Julien Paluku Kahongya bei einem Treffen mit Helen Clark (UNDP), Juni 2009

Julien Paluku Kahongya (* 13. Dezember 1968 in Rutshuru, Demokratische Republik Kongo) ist ein kongolesischer Politiker. Er war von 2007 bis 2019 Gouverneur der Provinz Nord-Kivu und ist seit 2019 Abgeordneter des kongolesischen Parlaments.

## Leben
Julien Paluku Kahongya, der schon in der Schule durch hervorragende Leistungen auffiel, studierte von 1989 bis 1993 an der Universität von Bukavu. 1993 lebte er kurzzeitig in Burundi und überlebte dort das Attentat auf den Präsidenten Melchior Ndadaye. Zwischen 1993 und 1994 reiste er mehrfach in kongolesische Nachbarländer und versuchte dort beruflich Fuß zu fassen; im Frühjahr 1994 trat er eine Stelle als Direktor im Bereich Entwicklungshilfe bei der Vereinigung der Baptistengemeinden Ruandas an, kehrte jedoch im selben Monat, nach der Ermordung des Präsidenten Juvénal Habyarimana, endgültig in sein Heimatland zurück.
Er unterrichtete anschließend bis 1998 Verfassungs- und Zivilrecht, Demografie und Gemeindeentwicklung am Mikeno-Institut in Goma. Ab Juli 2005 amtierte er als Bürgermeister von Beni. Am 24. Februar 2007 trat er das Amt als Gouverneur von Nord-Kivu an; er war am 27. Januar desselben Jahres in dieses Amt gewählt worden. Nach 12 Jahren, im Februar 2019, trat er von diesem Posten zurück, da er als Abgeordneter ins kongolesische Parlament gewählt worden war. Bei der Wahl für seinen Nachfolger als Gouverneur setzte sich Carly Nzanzu Kasivita durch, er übernahm im Juni desselben Jahres die Geschäfte.
Julien Paluku Kahongya ist seit 1995 verheiratet.